# San Esteban del Valle (kommunhuvudort)
San Esteban del Valle är en kommunhuvudort i Spanien.   Den ligger i provinsen Provincia de Ávila och regionen Kastilien och Leon, i den centrala delen av landet, 110 km väster om huvudstaden Madrid. San Esteban del Valle ligger 776 meter över havet och antalet invånare är 855.
Terrängen runt San Esteban del Valle är bergig söderut, men norrut är den kuperad. Runt San Esteban del Valle är det glesbefolkat, med 19 invånare per kvadratkilometer. Närmaste större samhälle är Arenas de San Pedro, 11,4 km sydväst om San Esteban del Valle. 